# Удри, Гюстав
Гюстав Удри (фр. Gustave Oudry; 28 апреля 1833, Компьень — 1 мая 1900, Версаль) — французский художник-баталист, акварелист.

## Биография
Родился в 1833 году в Компьене в семье Пьера Удри, кирасира из 2-го кирасирского полка, и его жены Аглаи, урождённой Мио. Воинская карьера отца повлияла на увлечение сына батальной живописью. Учился живописи у портретиста Ферндинанда Ваксмута, уроженца Эльзаса, ученика Антуана Жана Гро.
В дальнейшем Удри иногда писал портреты маслом, но сегодня наиболее известен своими акварелями с изображением современных ему военных сцен, изображающих, по большей части, французских солдат эпохи Второй империи. Писал также акварельные жанровые сцены («Крестьянки мюнстерской долины», «Уголок деревни» и др.), изредка обращался и к анималистке («Собака лейтенанта Мишо»).
Работы Удри представлены в собраниях Кабинета (музея) гравюр и рисунков в Страсбурге, Музея современного искусства в том же городе, Музея Лазаро Гальдиано в Мадриде, и др.
Скончался Гюстав Удри в 1900 году в Версале.

## Галерея

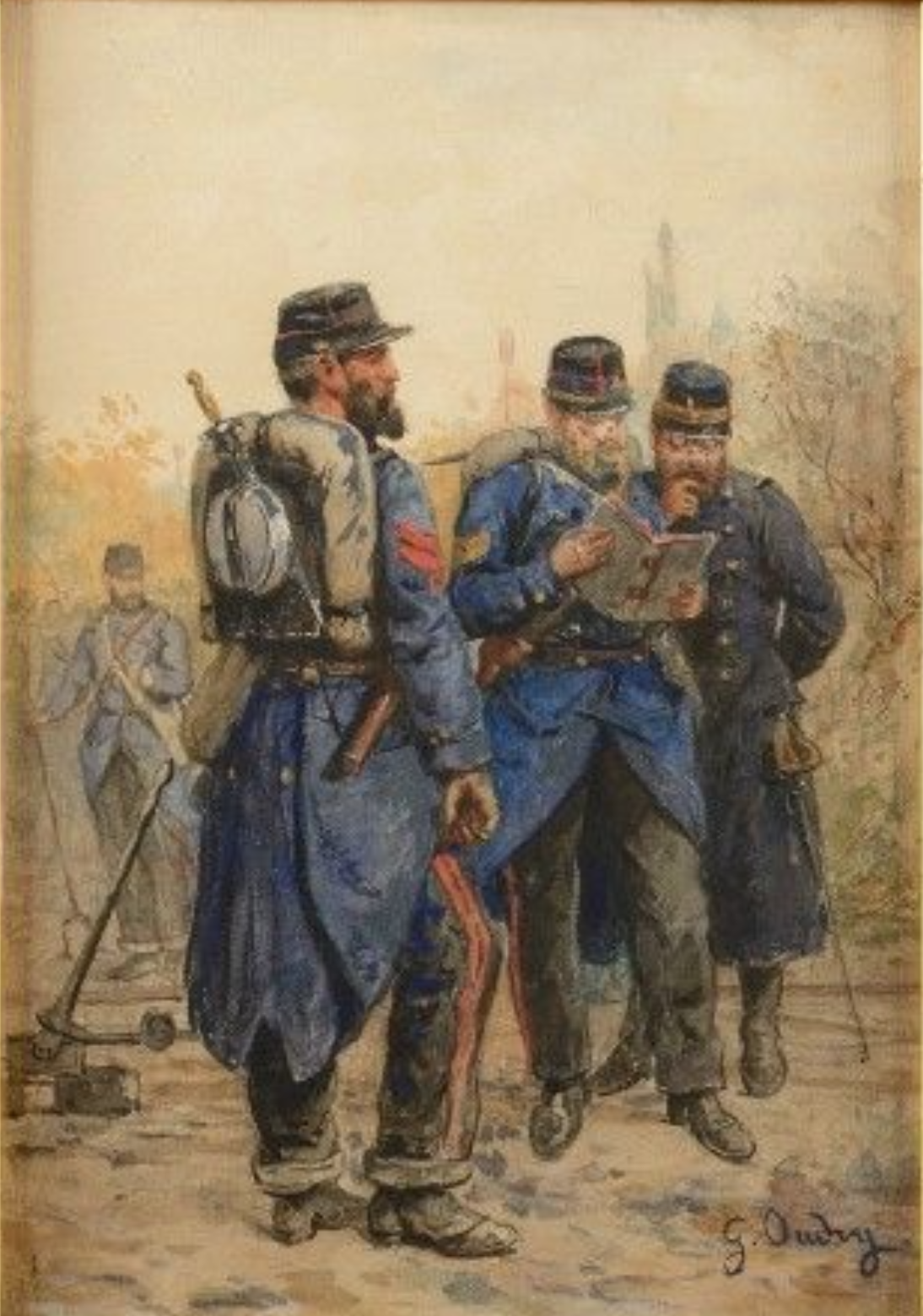
Военные инженеры французской армии
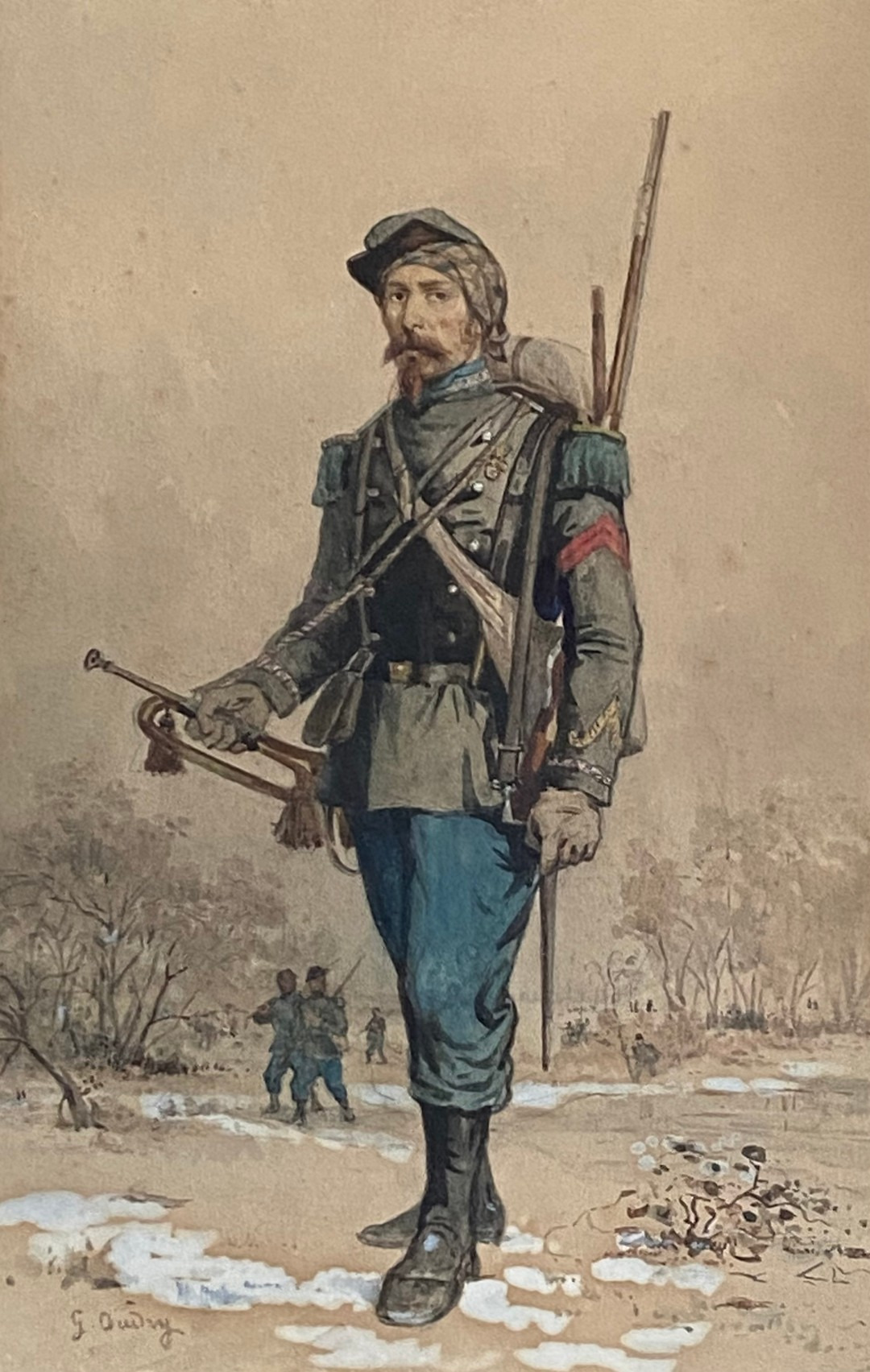
Горнист
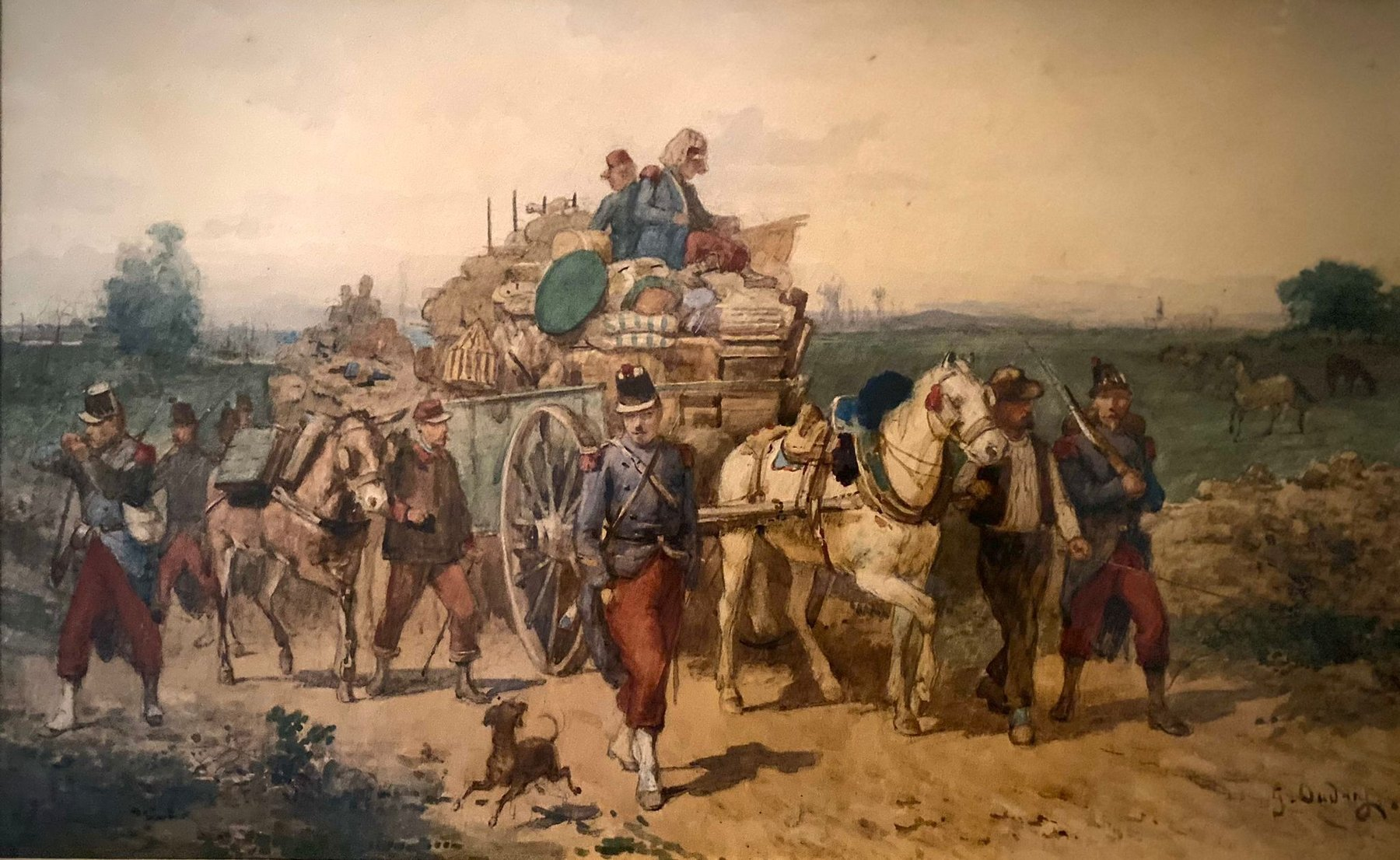
Военный обоз на дороге
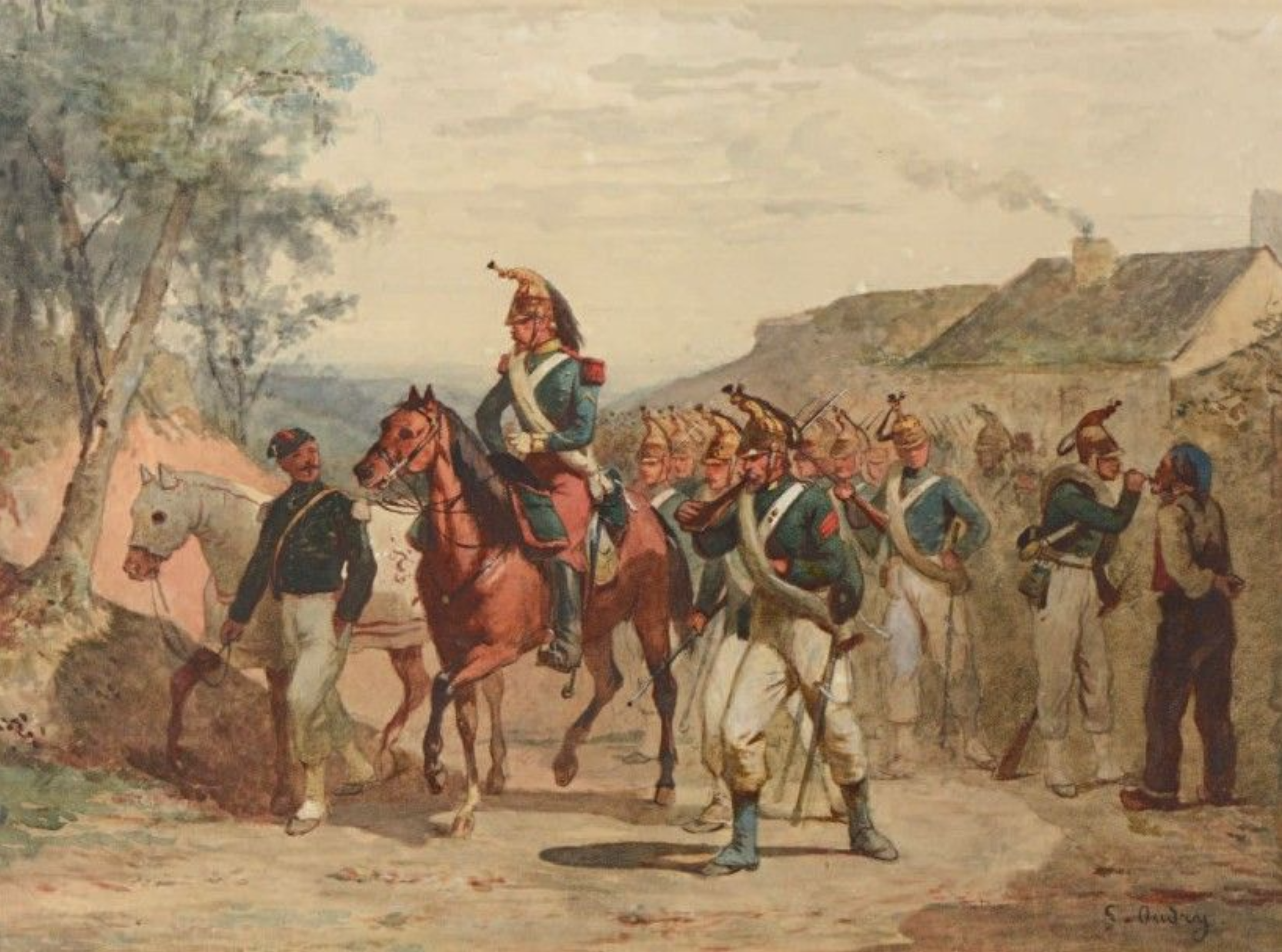
Солдаты в походе
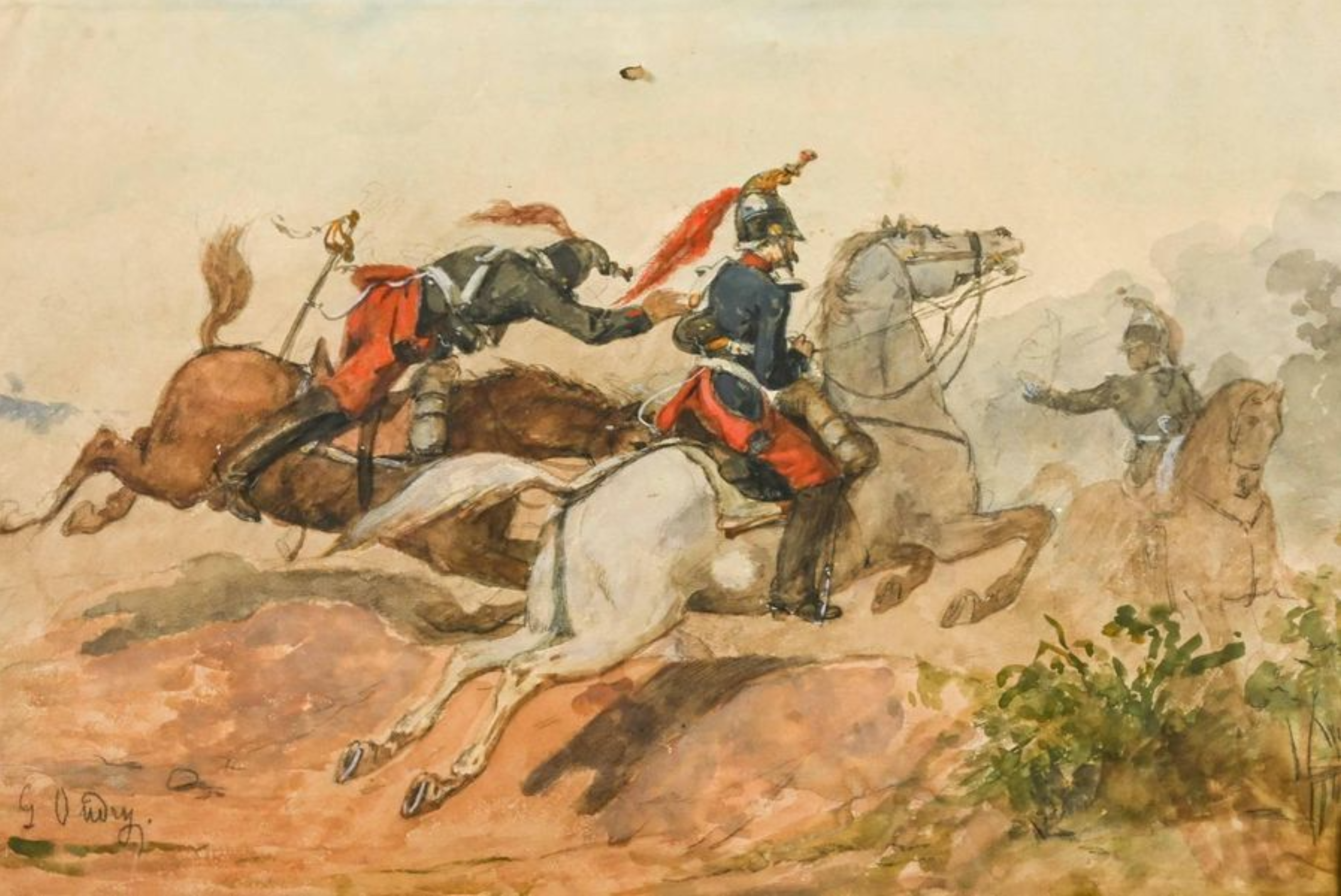
Атака
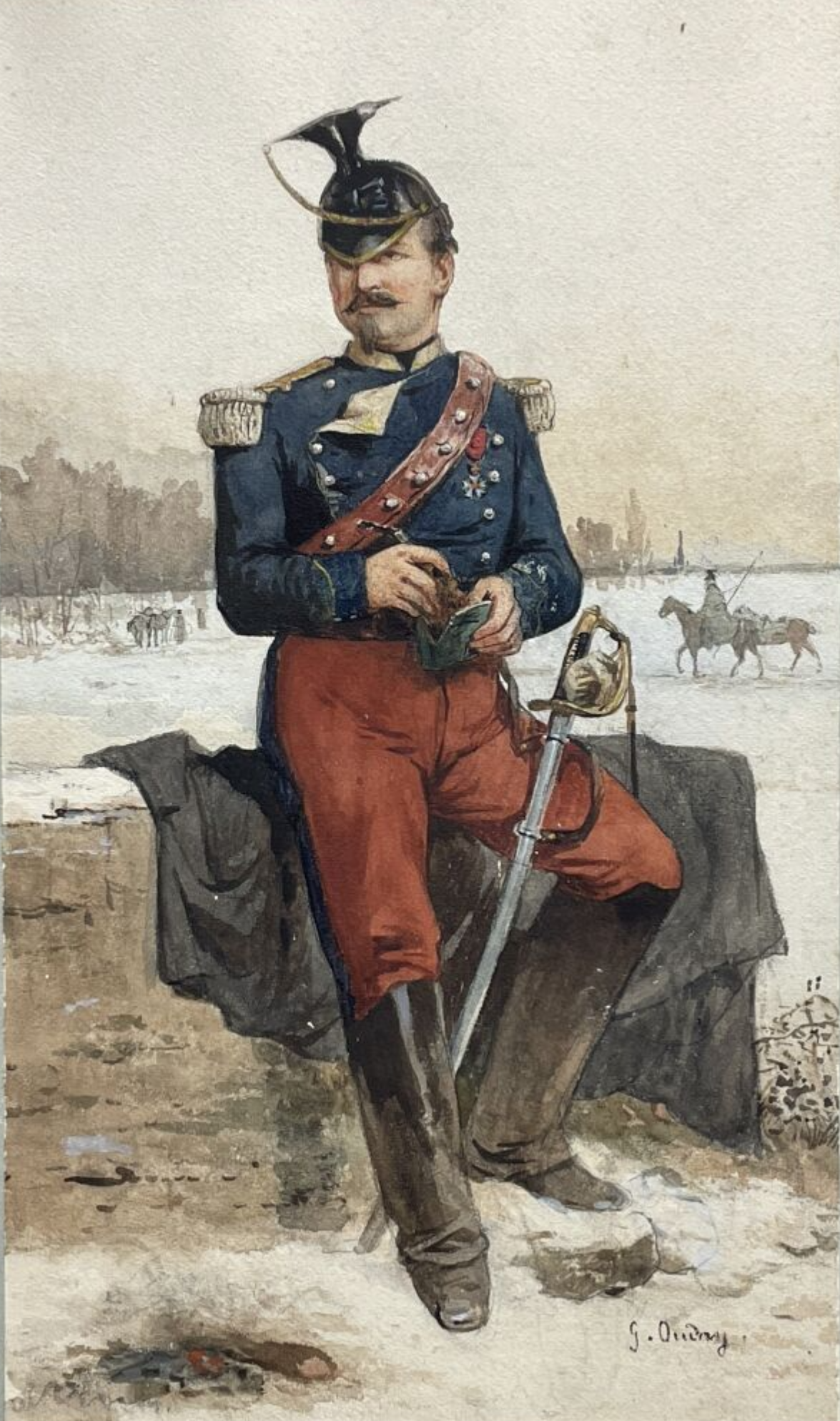
Уланский офицер
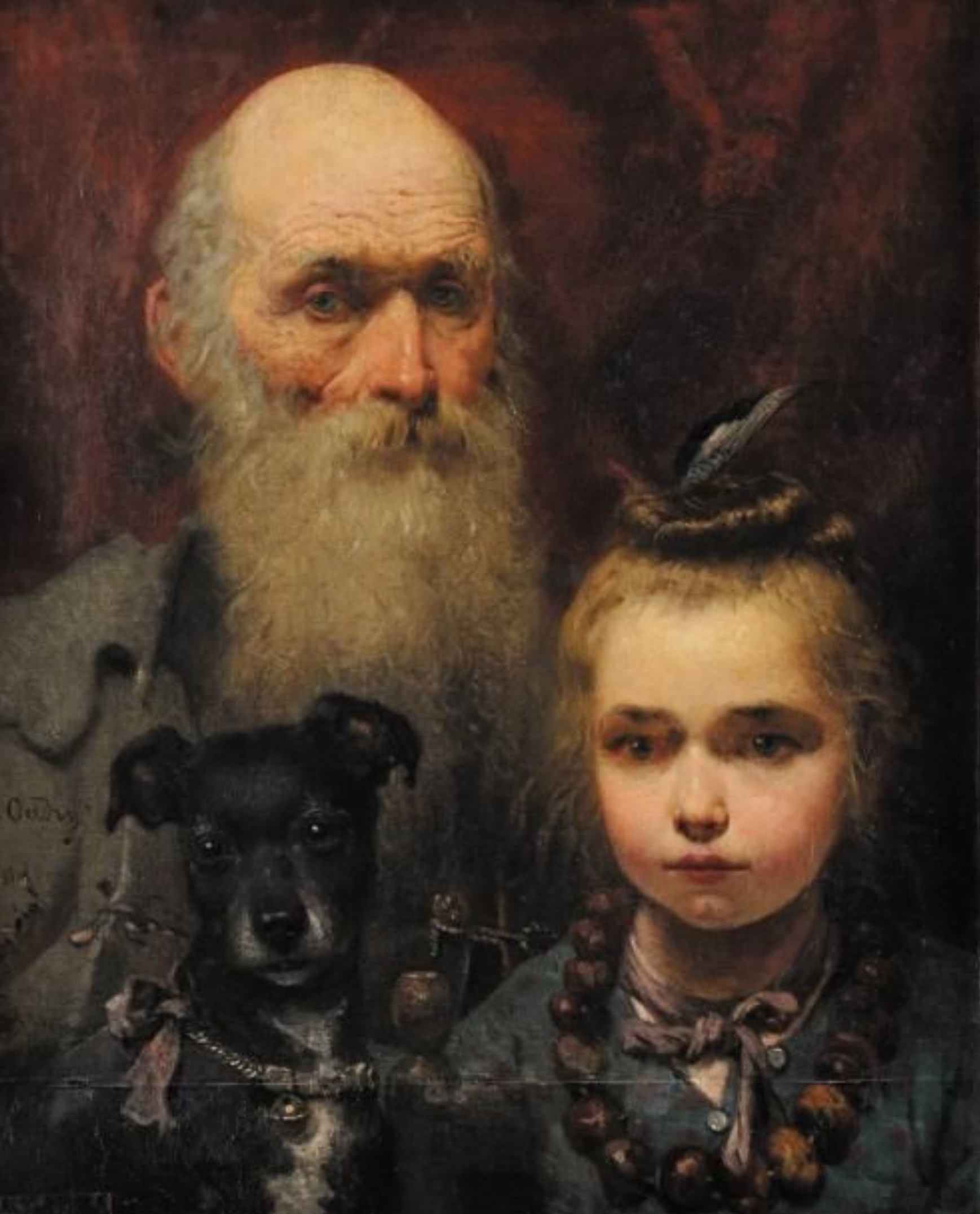
Семейный портрет